# Кубок генерала Педро Пабло Рамиреса
Кубок генерала Педро Пабло Рамиреса (исп. Copa General Pedro Pablo Ramírez) или Кубок Республики (исп. Copa de la República) или Чемпионат Республики (исп. Campeonato de la República) — аргентинский футбольный турнир, проводившийся в 1940-х годах XX века. Являлся предшественником Кубка Аргентины. Назван в честь генерала и президента Аргентины Педро Пабло Рамиреса.
Турнир проводился между участниками высшего дивизиона Ассоциации футбола Аргентины и представителями региональных ассоциаций, не входящих в ассоциацию. Региональные команды сначала соревновались между собой, а со стадии четвертьфинала уже с представителями Примеры. Также в розыгрышах участвовали полуфиналисты другого турнира — Кубка Конкуренции Британии.

## Финалы
| Год  | Дата            | Чемпион              | Счет | Финалист             |
| ---- | --------------- | -------------------- | ---- | -------------------- |
| 1943 | 21 декабря 1943 | Сан-Лоренсо          | 8:3  | Хенераль Пас Хуниорс |
| 1944 | 4 марта 1944    | Сан-Мартин (Тукуман) | 3:1  | Ньюэллс Олд Бойз     |
| 1945 | 24 марта 1945   | Эстудиантес          | 4:4  | Бока Хуниорс         |
| 1945 | 18 декабря 1945 | Эстудиантес          | 1:0  | Бока Хуниорс         |